# Kostel svatého Jana Nepomuckého (Cerhenice)
Kostel svatého Jana Nepomuckého leží v obci Cerhenice. Je chráněn jako kulturní památka České republiky.

## Historie
Kostel nechala v roce 1734 vystavět manželka Františka Filipa von Sternberg Leopoldina z rodu Stahrenbergů. Po dostavění byl v roce 1735 vysvěcen poděbradským děkanem Antonínem Gottfriedem Molinarim. Kostel má jedinou loď, která má obdélníkový tvar a je plochostropá. Presbytář je trojboký. Má pouze malou věž. Nad průčelím se nachází znaky rodů Sternbergů i Stahrenbergů.
Vybavení kostela pochází z 30.–40. let 18. století. Hlavní oltář pochází z roku 1753, oba postranní z roku 1736. U hlavního oltáře byl obraz svatého Jana Nepomuckého, který byl zcizen v 90. letech 20. století. Pražský farář Jiří Kusý věnoval kostelu jako náhradu sochu světce. Nad oběma postranními oltáři se nachází barokní kartuše s vyřezávanými reliéfy. Reliéf na evangelní straně zobrazuje Nanebevzetí Panny Marie a na postranních kartuších jsou klanějící se apoštolové. Na evangelní straně je kartuše znázorňující Jana Nepomuckého zpovídajícího královnu. Ta je doplněna postranními kartušemi s mučením sv. Jana a svržení těla svatého Jana z mostu. Uprostřed oltářních stolů se v zasklené skříňce nachází socha Panny Marie a Božského Srdce Páně.
Při opravě kostela v roce 1923 byly barokní ozdoby nahrazeny jednoduchou fasádou. Při bombardování v roce 1945 byl kostel poškozen, a proto musely být stěny staženy ocelovými pruty. V roce 1970 byla opravena fasáda, a v roce 2007 byla vyměněna střešní krytina.
Od roku 2011 probíhá oprava kostela. Kostel byl staticky zajištěn, byly zhotoveny nové vnitřní i vnější fasády a kostel byl odvodněn. K bočním oltářům byly dosazeny nové oltářní stoly, původní se rozpadly. Sochy byly restaurovány a umístěny do zasklených skříněk, kartuše byly ošetřeny proti hmyzu. Mimo tohoto byla ještě rekonstruována elektroinstalace a dosazeno elektrické bezpečnostní zařízení.